# Daniel Pollock
Pour les articles homonymes, voir Pollock.
Daniel Pollock (24 août 1968 - 13 avril 1992 à Sydney) est un acteur australien connu pour son rôle de Davey, skinhead nazi prêt à abandonner ses amis racistes et violents pour une jeune femme épileptique (interprétée par Jacqueline McKenzie) dans Romper Stomper, avec Russell Crowe.
Il s'est suicidé en se jetant sous un train.

## Filmographie
- 1988 : Lover Boy : Duck
- 1991 : Proof : Punk
- 1992 : Romper Stomper : Davey